# Арройо, Кристиан
Кристиан Исраэль Арройо (англ. Christian Israel Arroyo, 30 мая 1995, Тампа, Флорида) — американский бейсболист, инфилдер клуба Главной лиги бейсбола «Бостон Ред Сокс».

## Биография

### Ранние годы
Кристиан Арройо родился 30 мая 1995 года в Тампе в семье военнослужащего Исраэля Арройо и его супруги Ким. Позднее отец ушёл из семьи и переехал в Огайо. С чётырёх лет Кристиан начал играть в бейсбол, читал книги Теда Уильямса и Келвина Рипкена. Во время учёбы в старшей школе Эрнандо в Бруксвилле Арройо играл на позиции шортстопа, его показатель отбивания за всё время выступлений составил 43,6 %. В 2013 году Кристиан в составе сборной США возрастной категории до 18 лет стал победителем Кубка мира и был признан его Самым ценным игроком.
На драфте Главной лиги бейсбола 2013 года Арройо был выбран клубом «Сан-Франциско Джайентс» в первом раунде под общим двадцать пятым номером. После подписания контракта, он начал выступления за фарм-клуб в Аризонской лиге для новичков. За лето Кристиан сыграл в сорока пяти матчах, выходя на поле на позициях шортстопа и игрока третьей базы. В играх чемпионата его показатель отбивания составил 32,6 %, он выбил два хоум-рана, набрал тридцать девять RBI и был признан Самым ценным игроком лиги. При оценке его выступления скаутами отмечался недостаток скорости для шортстопа и указывалось, что лучшим для Арройо местом на поле может стать вторая база.

### Младшие лиги
Перед началом сезона 2014 года сайт Baseball America ставил Арройо на шестое место среди игроков фарм-системы «Джайентс». Чемпионат он начал в составе команды А-лиги «Огаста Грин Джекетс», но в тридцати одной игре за клуб отбивал с показателем всего 20,3 %. После неудачного начала руководство «Джайентс» перевело Кристиана в лигу ниже уровнем. За «Сейлем-Кайзер Волканос» в оставшейся части сезона его показатель отбивания вырос до 33,3 %. Отмечалось, что на бите Арройо играет терпеливо, выбирая подходящий момент для удара, и умеет фолить мяч, если он подан неудобно.
В начале 2015 года Кристиана перевели в состав «Сан-Хосе Джайентс». За команду Арройо сыграл девяносто матчей, выбив девять хоум-ранов, двадцать восемь даблов и два трипла при показателе отбивания 30,4 %. Отмечалось, что он ещё не был готов к игре на высшем уровне, но тренерский штаб «Сан-Франциско» может столкнуться с проблемой поиска места на поле для Кристиана. Место шортстопа в команде была занята Брэндоном Крофордом, на других позициях в инфилде также играли бейсболисты с долгосрочными контрактами. Возможной альтернативой назывался перевод Арройо на место аутфилдера, где играл ветеран Анхель Паган. В конце года Кристиан вошёл в число ста самых перспективных игроков по версиям официального сайта МЛБ (82 место) и издания Baseball America (62 место).
В 2016 году Арройо впервые был приглашён на весенние сборы с основным составом «Джайентс». Он хорошо проявил себя, но с началом сезона был отправлен в клуб АА-лиги «Ричмонд Флайинг Сквиррелс». В его составе Кристиан провёл весь год, сыграв в ста девятнадцати матчах, выбив три хоум-рана и набрав сорок девять RBI при показателе отбивания 27,4 %. Весной 2017 года он также провёл предсезонные сборы с основным составом, после которых, по решению тренерского штаба, был отправлен в «Сакраменто Ривер Кэтс» из ААА-лиги, где он мог получать постоянную игровую практику.

### Главная лига бейсбола
В составе «Сакраменто» Арройо провёл шестнадцать матчей, после чего, 24 апреля 2017 года, был вызван в основной состав «Сан-Франциско». В тот же день он дебютировал в Главной лиге бейсбола в матче против «Лос-Анджелес Доджерс». Всего в регулярном чемпионате 2017 года Кристиан сыграл в тридцати четырёх матчах. В декабре он перешёл в «Тампу-Бэй» в рамках сделки по обмену Эвана Лонгории.
Большую часть сезона 2018 года Кристиан провёл в фарм-клубе ААА-лиги «Дарем Буллз». Шанс проявить себя он получил после травм Джоуи Уэндла и Мэтта Даффи, но сам дважды по ходу чемпионата попадал в список травмированных из-за проблем с запястьем и мышцами спины. В первой части сезона 2019 года Арройо сыграл за «Тампу» только десять матчей, после чего был включён в 60-дневный список травмированных из-за тендинита. Двадцать восьмого июля «Рейс» обменяли его и питчера Хантера Вуда в «Кливленд Индианс».
В 2020 году Арройо принял участие в одной игре в составе «Индианс», но на биту не выходил. В августе клуб выставил его на драфт отказов, после чего Кристиан перешёл в «Бостон Ред Сокс». До конца сезона он сыграл в четырнадцати матчах команды. Весной 2021 года на сборах Арройо конкурировал за место в основном составе с Майклом Чависом.